# Taxi (album, Bryan Ferry)
Taxi je osmé sólové studiové album anglického zpěváka Bryana Ferryho. Vydáno bylo v dubnu roku 1993 společnostmi Virgin Records a Reprise Records a spolu s Ferrym jej produkoval Robin Trower. Album mixoval Bob Clearmountain a autorem fotografie na jeho obalu je Anton Corbijn. V Britské albové hitparádě se umístilo na druhé příčce, zatímco například v americké Billboard 200 skončilo na 79. místě. Obsahuje převážně coververze například od kapely The Velvet Underground či hudebníka Screamin' Jay Hawkinse.

## Seznam skladeb
1. I Put a Spell on You (Screamin' Jay Hawkins) – 5:27
2. Will You Love Me Tomorrow (Carole King, Gerry Goffin) – 4:18
3. Answer Me (Carl Sigman, Gerhard Winkler, Fred Rauch) – 2:47
4. Just One Look (Doris Payne, Gregory Carroll) – 3:33
5. Rescue Me (Carl Smith, Raynard Miner) – 3:40
6. All Tomorrow's Parties (Lou Reed) – 5:31
7. Girl of My Best Friend (Sam Bobrick, Ross Butler) – 3:26
8. Amazing Grace (John Newton) – 4:01
9. Taxi (Homer Banks, Charles Brooks) – 5:30
10. Because You're Mine (Bryan Ferry) – 1:44
11. Are You Lonesome Tonight (Lou Handman, Roy Turk) – 5:08 (bonus)

## Obsazení
- Bryan Ferry – zpěv, klavír, varhany, syntezátor, smyčce
- Robin Trower – kytara
- Neil Hubbard – kytara
- David E. Williams – kytara
- Michael Brook – kytara
- Andy Newmark – bicí
- Steve Ferrone – bicí
- Michael Giles – bicí
- Nathan East – baskytara
- Steve Pearce – baskytara
- Greg Phillinganes – vibrafon, smyčce, syntezátor, harfa
- Chris Stainton – Hammondovy varhany
- David Sancious – Hammondovy varhany
- Andy Mackay – altsaxofon
- Maceo Parker – altsaxofon
- Mel Collins – tenorsaxofon
- Flaco Jiménez – akordeon
- Luís Jardim – perkuse
- Carleen Anderson – doprovodné vokály
- Richard T. Norris - programování